# Nati nel 1451
| Questa pagina contiene informazioni ricavate automaticamente dalle voci biografiche con l'ausilio del template Bio e di un bot. L'aggiornamento è periodico e automatico e ricostruisce completamente la pagina. Se manca una persona in questa lista, sei pregato di non aggiungerla, ma accertati piuttosto che la sua voce biografica contenga il template Bio e che i dati anagrafici siano correttamente compilati. Se il template Bio manca, inseriscilo tu stesso o, in alternativa, metti l'avviso {{tmp\|Bio}} che ne segnala la mancanza. Se i dati riportati sono sbagliati, correggi direttamente la voce biografica; le modifiche saranno visibili in questa lista entro pochi giorni. Per chiarimenti vedi il progetto biografie. La lista contiene solo le 39 persone che sono citate nell'enciclopedia e per le quali è stato implementato correttamente il template Bio. Pagina aggiornata al 10 mar 2025. |

- 14 gennaio - Franchino Gaffurio, teorico musicale e compositore italiano († 1522)
- 17 febbraio - Raffaele Maffei, umanista, letterato e storico italiano († 1522)
- 28 febbraio - Liu Jin, funzionario cinese († 1510)
- 4 marzo - Andrea Torresano, tipografo e editore italiano († 1528)
- 7 marzo - Tommaso Baldinotti, nobile, presbitero e poeta italiano († 1511)
- 17 marzo - Pier Soderini, politico italiano († 1522)
- 22 aprile - Isabella di Castiglia, regina spagnola († 1504)
- 2 maggio - Renato II di Lorena, nobile francese († 1508)
- 17 maggio - Antonio Fiorentino della Cava, architetto e ingegnere italiano († 1522)
- 18 agosto - Sforza Maria Sforza, duca († 1479)
- 5 settembre - Isabella Neville, principessa britannica († 1476)
- 10 settembre - Giovanni Giacomo Schiaffinato, cardinale e vescovo cattolico italiano († 1497)
- 15 ottobre - Bernardo Contarini, nobile e militare italiano († 1496)
- 16 ottobre - Federico I di Napoli, sovrano italiano († 1504)
- 20 ottobre - Giovan Carlo Tramontano, conte italiano († 1514)
- 29 novembre - Elisabetta di Hohenzollern, nobile († 1524)
- 6 dicembre - Antonio Mancinelli, grammatico e umanista italiano († 1505)
- Giovanni Maria Angiolello, viaggiatore italiano († 1525)
- Baldassarre di Meclemburgo, vescovo cattolico tedesco († 1507)
- Cristoforo Colombo, navigatore e esploratore italiano († 1506)
- André d'Espinay, abate, arcivescovo cattolico e cardinale francese († 1500)
- Juan Rodríguez de Fonseca, vescovo cattolico spagnolo († 1524)
- Girolamo Ginelli, religioso italiano († 1506)
- Girolamo da Treviso il Vecchio, pittore italiano († 1497)
- Claudina di Monaco, monegasca († 1515)
- Antonia Malatesta, nobildonna italiana († 1483)
- Ippolito Marsili, giurista italiano († 1529)
- Nicolò da Bracciano, teologo e vescovo cattolico italiano († 1509)
- Nur Sultan, principessa mongola († 1519)
- Giovannangelo Porro, religioso italiano († 1505)
- René de Prie, cardinale e vescovo cattolico francese († 1519)
- Kemal Reis, ammiraglio ottomano († 1511)
- Giacomo Secco, condottiero italiano († 1512)
- Muhammad Shaybani, politico e militare uzbeko († 1510)
- Antonio Surian, patriarca cattolico italiano († 1508)
- Cherubino Testa, presbitero italiano († 1479)
- Giovanni Mercurio da Correggio, alchimista italiano
- Pierre de Rohan-Gié, politico e militare francese († 1513)
- Luchina della Rovere, nobildonna italiana († 1515)